# Gymnophthalmus vanzoi
Gymnophthalmus vanzoi là một loài thằn lằn trong họ Gymnophthalmidae. Loài này được Carvalho miêu tả khoa học đầu tiên năm 1999.